# Ранник різнолистий
Ранник різнолистий (Scrophularia heterophylla) — вид квіткових рослин родини ранникових (Scrophulariaceae).

## Біоморфологічна характеристика
Це багаторічна рослина.

## Поширення
Албанія, Болгарія, Греція [у т. ч. Крит], Румунія, Сербія, Хорватія, Словенія, Крим.